# Brittany Bowe
Brittany Starr Bowe (Ocala, 24 februari 1988) is een Amerikaans langebaanschaatsster die wedstrijden rijdt sinds 2010.

## Biografie
Bowe was tot 2010 basketbalster en actief op skeelers. Op de wereldkampioenschappen inline-skaten 2006 won Bowe samen met Kelly Gunther en Jessica Smith een gouden medaille op de 5000 meter aflossing en op het WK van 2008 op enkele onderdelen wereldkampioene. Tijdens de openingsceremonie van de Olympische Winterspelen in Vancouver zag ze haar landgenoten Chad Hedrick en Heather Richardson die ze kende vanuit het inlinen. Bowe verliet Florida voor Salt Lake City en op 19 januari 2013 won ze in Calgary haar eerste internationale medaille in een wereldbekerwedstrijd over 1000 meter. Op 3 maart 2013 reed ze het zeven jaar oude baanrecord op de Gunda Niemann-Stirnemann Halle van haar landgenoot Jennifer Rodriguez op de 1000 meter uit de boeken in 1.15,34.
In Salt Lake City reed ze op zondag 17 november een wereldrecord op de 1000 meter: 1.12,58. Voor seizoen 2014/2015 besloot ze niet mee te gaan met Heather Richardson naar Team Clafis, maar sloot niet uit later alsnog de overstap te maken. Echter, aan het einde van het seizoen liet Bowe weten in verre onderhandeling te zijn met een persoonlijke sponsor. Deze betrof uiteindelijk Team Stressless. Hier trainde ze samen met Manon Kamminga.
Voor haar wereldrecord op de 1000 meter op 22 november 2015 kreeg ze op 31 januari 2016 in Stavanger de Oscar Mathisen-trofee. In juli dat jaar liep ze een hersenschudding op tijdens de training op de ijshockeybaan. Voor seizoen 2016/2017 keerde Bowe terug naar Matt Kooreman.
Op 10 januari 2022 besloot ze het vrijdag 6 januari 2022 veroverde startbewijs voor de 500 meter schaatsen op de Olympische Spelen af te staan aan haar oude vriendin Erin Jackson. In het WB-circuit won Jackson 4 van de eerste 5 races, maar tijdens de kwalificaties koste een mispeer haar het startbewijs. Bowe en Kimi Goetz wisten zich ten koste van Jackson wél te kwalificeren, ze eisten de twee startbewijzen voor de Verenigde Staten op. Bowe besloot echter het startbewijs op de 500 meter in te leveren, zodat Jackson alsnog kan uitkomen op de Olympische Winterspelen, waar Bowe zich naast de 500 meter ook kwalificeerde voor 1.000 en 1.500 meter.
Bij de Olympische Winterspelen van 2022 in Peking was Bowe bij de openingsceremonie vlaggendrager namens de Verenigde Staten.

## Persoonlijke records
| Afstand    | Tijd    | Datum            | Baan           |
| ---------- | ------- | ---------------- | -------------- |
| 500 meter  | 37,03   | 20 november 2015 | Salt Lake City |
| 1000 meter | 1.11,61 | 9 maart 2019     | Salt Lake City |
| 1500 meter | 1.50,32 | 10 maart 2019    | Salt Lake City |
| 3000 meter | 4.13,99 | 2 november 2012  | Milwaukee      |

### Wereldrecords
| Nr. | Afstand    | Tijd    | Datum            | Baan           |
| --- | ---------- | ------- | ---------------- | -------------- |
| 1.  | 1000 meter | 1.12,58 | 17 november 2013 | Salt Lake City |
| 2.  | 1500 meter | 1.51,59 | 15 november 2015 | Calgary        |
| 3.  | 1000 meter | 1.12,18 | 22 november 2015 | Salt Lake City |
| 4.  | 1000 meter | 1.11,61 | 9 maart 2019     | Salt Lake City |

|  | = huidig wereldrecord |

#### Wereldrecords laaglandbaan (officieus)
| Nr. | Afstand        | Tijd    | Datum            | Baan       |
| --- | -------------- | ------- | ---------------- | ---------- |
| 1.  | 1000 meter     | 1.13,81 | 11 januari 2015  | Milwaukee  |
| 2.  | sprintvierkamp | 149,600 | 1 maart 2015     | Astana     |
| 3.  | 1000 meter     | 1.13,24 | 16 december 2018 | Heerenveen |

## Resultaten
| Jaar | WK Sprint                | WK Afstanden                                          | Olympische Spelen                             |
| ---- | ------------------------ | ----------------------------------------------------- | --------------------------------------------- |
| 2012 | 18e (19e, 14e, 19e, 16e) | 16e 500m 8e 1000m                                     |                                               |
| 2013 | 8e · (13e, , 14e, 5e)    | 14e 500m · 1000m                                      |                                               |
| 2014 |                          |                                                       | 13e 500m 8e 1000m 14e 1500m 6e achtervolging  |
| 2015 | · (, )                   | 500m · 1000m · 1500m                                  |                                               |
| 2016 | · (5e, , )               | 500m · 1000m · 1500m                                  |                                               |
|      |                          |                                                       |                                               |
| 2018 | · (6e, , 6e, )           |                                                       | 5e 500m · 4e 1000m · 5e 1500m · achtervolging |
| 2019 | · (5e, , )               | 6e 500m · 1000m · 1500m                               |                                               |
| 2020 | 6e · (9e, 5e, 5e, )      | 13e 500m 8e 1000m 14e 1500m                           |                                               |
| 2021 |                          | 8e 500m · 1000m · 1500m                               |                                               |
| 2022 |                          |                                                       | 16e 500m · 1000m · 10e 1500m                  |
| 2023 |                          | 5e 1000m · 9e 1500m · achtervolging                   |                                               |
| 2024 |                          | 11e 1000m · 11e 1500m · 4e achtervolging · teamsprint |                                               |
| 2025 |                          | 13e 1000m 10e 1500m 5e achtervolging                  |                                               |